# Rádio UFS FM
UFS FM é uma rádio universitária fundada em 2004. Possui a função de auxiliar a política de comunicação da Universidade Federal de Sergipe (UFS) e conta com uma programação diversificada, veiculando conteúdos educativos, culturais informativos e jornalísticos. Sua programação musical é composta por vários gêneros musicais, como MPB, samba, chorinho, rock e música clássica.
Além disso, estimula iniciativas da comunidade universitária e serve como laboratório para o desenvolvimento de atividades didáticas.

## História
A UFS FM surgiu por meio de um convênio assinado em 2004 com a antiga Radiobrás, hoje Empresa Brasil de Comunicação – EBC. Pode ser sintonizada através da frequência 92,1 MHz ou online. O prédio da emissora foi inaugurado em 28 de setembro em 2007, enquanto a rádio atuava em caráter experimental. A partir de 24 de agosto de 2009, a emissora pública e educativa começou a funcionar oficialmente prestando servidos ligados à radiodifusão educativa.

### Mudança de frequência
Em parceria com a Empresa Brasil de Comunicação, que controla a Rádio Nacional, a UFS FM anunciou que deixaria a frequência 92,1 e passaria a transmitir sua programação em 104,7, visando também ampliar seu alcance a todo o estado de Sergipe, mudança essa que foi efetivada em março de 2025.

## Prêmios e indicações
- Pentacampeã do Prêmio Banco do Nordeste de Jornalismo, tendo sido premiada nas edições de 2013, 2014, 2015, 2016 e 2018.[5]
- Prêmio Setransp de Jornalismo – nas edições 2015, 2016, 2017, e 2019.[5]
- Prêmio Sebrae de Jornalismo – nas edições 2012, 2014 e 2015.[5]
- Prêmio João Ribeiro de Divulgação Científica – nas edições 2013, 2017 e 2018.[5]